# Cochlespira cedonulli
Cochlespira cedonulli är en snäckart som först beskrevs av Reeve 1843.  Cochlespira cedonulli ingår i släktet Cochlespira och familjen
Cochlespiridae. Inga underarter finns listade i Catalogue of Life. 

## Bildgalleri

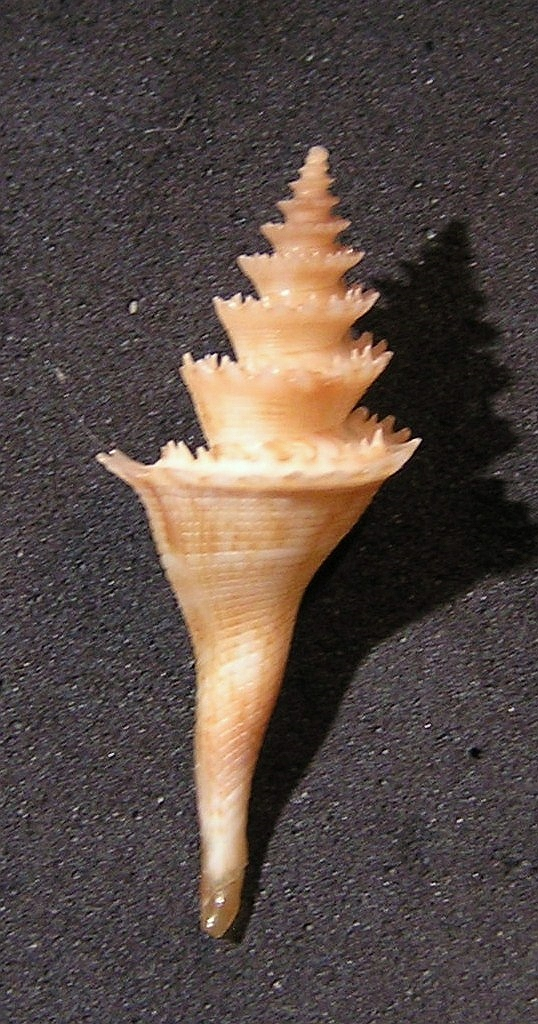